# デューティ比
デューティ比（デューティひ）、もしくは デューティサイクル（英: duty cycle）とは、周期的な現象において、"ある期間" に占める "その期間で現象が継続される期間" の割合である。制御工学、電気通信や電子工学で使う。
デューティ比 {\displaystyle D={\frac {\tau }{T}}}
ここで
{\displaystyle \tau } は、信号（関数）がゼロでない期間。
{\displaystyle T} は、信号（関数）の周期。

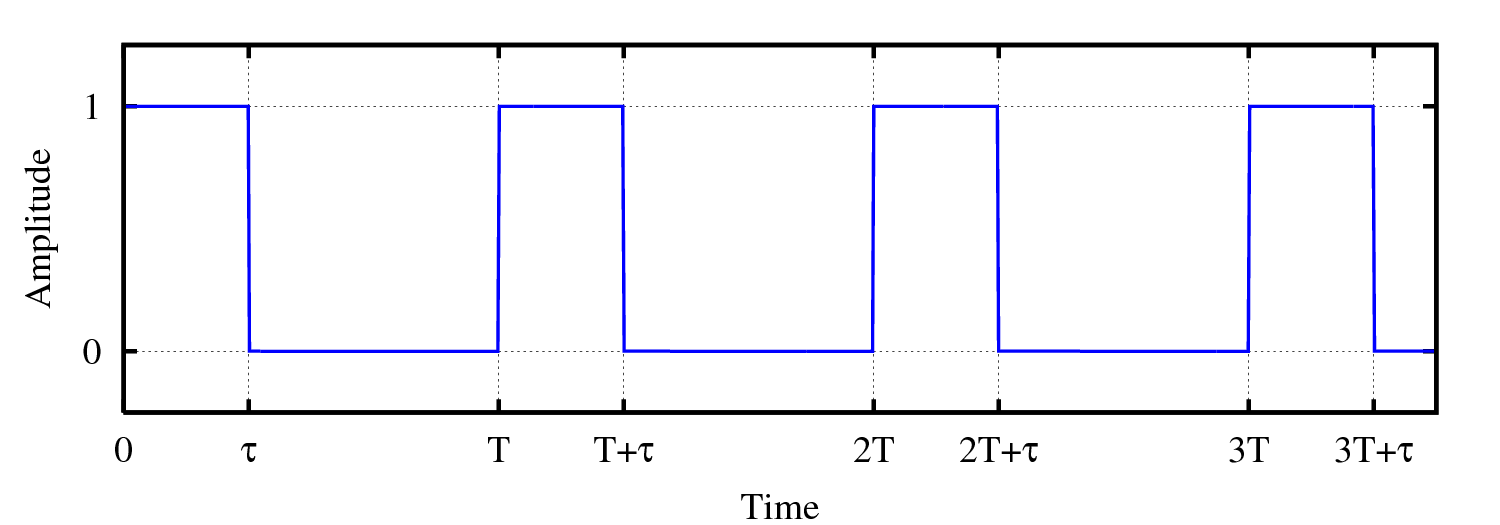
デューティ比 は、方形波のパルス幅 と周期 で定義される。

例えば、理想的なパルス列（方形波のパルス）では、パルス幅をパルス期間（周期）で割ったものがデューティ比である。パルス幅が1 μsでパルス周期が4 μsの場合、デューティ比は0.25（25%）である。矩形波では、デューティ比は0.5（50%）である。
別の例としては、電気モーターのような電気機器において、オーバーヒートなどの問題を起こさずに機能する期間のことをいうこともある。
音楽用シンセサイザーには、演奏中のオシレータのデューティ比を変えるのにパルス幅変調が使われているものがあり、それにより微妙な音色の効果が得られる。
この記事は w:Federal Standard 1037C(en) および w:MIL-STD-188(en) に基づく。